# Reli Novi Zeland
Reli Novi Zeland najstarija utrka Svjetskog prvenstva u reliju (engl. WRC) koja se održava na južnoj polutci. 
1977.g. postao je utrka na kalendaru Svjetskog prvenstva u reliju. Pojedina etape relija vode vozače kroz impresivne šume i uz obalu Novog Zelanda. Karakteristika relija je i poseban šljunak koji je u većini etapa podloga.
Momčadi Svjetskog prvenstva u reliju proglasile su Reli Novi Zeland relijem godine za 2001.

## Dosadašnji pobjednici
| Godina | Vozač              | Suvozač               | Automobil                  |
| ------ | ------------------ | --------------------- | -------------------------- |
| 1969.  | Grady Thompson     | Rick Rimmer           | Holden Monaro              |
| 1970.  | Paul Adams         | Don Fenwick           | BMW 2002                   |
| 1971.  | Bruce Hodgson      | Mike Marshall         | Ford Cortina-Lotus         |
| 1972.  | Andrew Cowan       | Jim Scott             | BLMC Mini 1275 GT          |
| 1973.  | Hannu Mikkola      | Jim Porter            | Ford Escort RS 1600        |
| 1974.  | nije održan        |                       |                            |
| 1975.  | Mike Marshall      | Arthur McWatt         | Ford Escort RS 1600        |
| 1976.  | Andrew Cowan       | Jim Scott             | Hillman Avenger            |
| 1977.  | Fulvio Bacchelli   | Francesco Rossetti    | Fiat Abarth 131            |
| 1978.  | Russell Brookes    | Chris Porter          | Ford Escort RS             |
| 1979.  | Hannu Mikkola      | Arne Hertz            | Ford Escort RS             |
| 1980.  | Timo Salonen       | Seppo Harjanne        | Datsun 160J                |
| 1981.  | Jim Donald         | Kevin Lancaster       | Ford Escort RS             |
| 1982.  | Bjorn Waldegard    | Hans Thorszelius      | Toyota Celica              |
| 1983.  | Walter Rohrl       | Christian Geistdorfer | Lancia Rally               |
| 1984.  | Stig Blomqvist     | Bjorn Cederberg       | Audi Quattro               |
| 1985.  | Timo Salonen       | Seppo Harjanne        | Peugeot 205 T 16           |
| 1986.  | Juha Kankkunen     | Juha Pironen          | Peugeot 205 T 16E2         |
| 1987.  | Franz Witman       | Jorg Pattermann       | Lancia Delta HF 4W         |
| 1988.  | Josef Haider       | Seppo Harjanne        | Opel Kadett GSi 16V        |
| 1989.  | Ingvar Carlsson    | Per Carlsson          | Mazda 323 4WD              |
| 1990.  | Carlos Sainz       | Luis Moya             | Toyota Celica GT-Four      |
| 1991.  | Carlos Sainz       | Luis Moya             | Toyota Celica GT-Four      |
| 1992.  | Carlos Sainz       | Luis Moya             | Toyota Celica Turbo 4WD    |
| 1993.  | Colin McRae        | Derek Ringer          | Subaru Legacy RS           |
| 1994.  | Colin McRae        | Derek Ringer          | Subaru Impreza WRX STI 555 |
| 1995.  | Colin McRae        | Derek Ringer          | Subaru Impreza 555         |
| 1996.  | Richard Burns      | Robert Reid           | Mitsubishi Lancer Evo III  |
| 1997.  | Kenneth Eriksson   | Staffan Parmander     | Subaru Impreza 555         |
| 1998.  | Carlos Sainz       | Luis Moya             | Toyota Corolla WRC         |
| 1999.  | Tommi Makinen      | Risto Mannisenmaki    | Mitsubishi Lancer Evo VI   |
| 2000.  | Marcus Grönholm    | Timo Rautianen        | Peugeot 206 WRC            |
| 2001.  | Richard Burns      | Robert Reid           | Subaru Impreza WRC 2001    |
| 2002.  | Marcus Gronholm    | Timo Rautianen        | Peugeot 206 WRC            |
| 2003.  | Marcus Gronholm    | Timo Rautianen        | Peugeot 206 WRC            |
| 2004.  | Petter Solberg     | Phil Mills            | Subaru Impreza WRC 04      |
| 2005.  | Sébastien Loeb     | Daniel Elena          | Citroën Xsara WRC          |
| 2006.  | Marcus Gronholm    | Timo Rautianen        | Ford Focus WRC             |
| 2007.  | Marcus Gronholm    | Timo Rautianen        | Ford Focus WRC             |
| 2008.  | Sébastien Loeb     | Daniel Elena          | Citroën C4 WRC             |
| 2010.  | Jari-Matti Latvala | Miikka Anttila        | Ford Focus RS WRC 09       |
| 2011.  | John Kennard       |                       | Subaru Impreza WRX         |
| 2012.  | Sébastien Loeb     | Daniel Elena          | Citroën DS3 WRC            |
| 2022.  | Kalle Rovanperä    | Jonne Halttunen       | Toyota GR Yaris Rally1     |

## Vanjske poveznice
- Službene internet stranice
- FIA stranice Relija Novi Zeland  Arhivirana inačica izvorne stranice od 23. lipnja 2006. (Wayback Machine)